# Club Deportivo Sport Pilsen
Sport Pilsen fue un club de fútbol peruano, ubicado en la ciudad de Guadalupe, Departamento de La Libertad. El club ganó la Copa Perú 1983 y jugó en Primera División del Perú de 1984 hasta 1985.

## Historia
Su nombre oficial es el Club Deportivo Sport Pilsen Callao de Guadalupe, pero la mayoría lo conoce simplemente como Sport Pilsen. Nacido en 1924, el club llegó a ser protagonista en las ligas distritales de la misma ciudad, sin tener todavía acceso a instancias cruciales de la Copa Perú, hasta llegar al año 1983 donde cambio la historia para este club.
Ya en el año 1983, luego de pasar las rondas eliminatorias, 24 equipos clasificaron a la Etapa Nacional, siendo cada equipo el representante de cada departamento político de nuestro país. Los equipos fueron distribuidos por zonas geográficamente repartidas, en dos rondas eliminatorias, en la cual quedaron seis equipos en la Finalísima, siendo uno de ellos el Sport Pilsen.
Aquella escuadra guadalupana estuvo conformada por Carlos Anastacio, Felipe Díaz, Herbert Baygorria, Juan Paredes, Carlos Sanjinez, William Espinoza, José Suárez, Walter Caldas, Luis Camacho, Juan Vera y Germán Garagay.
Al superar en la finalísima al Barcelona de Surquillo, al Cienciano del Cusco, Deportivo Cañaña de Lambayeque, Juventud La Joya de Chancay y al Real Madrid de Camaná, el equipo guadalupano alcanzó el título de la Copa Perú 1983 para su palmarés, y accedió a la Primera División del Perú, en el cual permaneció desde 1984 hasta 1985, donde pasó a participar en la Intermedia 1985 donde no se pudo mantener la categoría por lo que retornó a la Copa Perú.
Participó en la Etapa Regional de la Copa Perú 1986 con el nombre de Club Deportivo Guardia Civil, tras recibir apoyo de esta institución estatal en su ciudad de origen; sin embargo, no pudo superar esta etapa y fue eliminado. En 1987 y 1988 fue campeón provincial de Pacasmayo, clasificando en ambos años a la Etapa Departamental de La Libertad donde no pudo superar la eliminatoria de la Zona Costa. En los años siguientes participó en su liga de origen hasta su desaparición.

## Estadio
El estadio Carlos A. Olivares es el escenario deportivo más emblemático de la ciudad de Guadalupe, cuyo propietario es la Municipalidad Distrital de Guadalupe, donde el Sport Pilsen jugó sus partidos de local en los diversos campeonatos y torneos nacionales. Luego de ser reparado, remodelado e implementado, en este recinto se juegan las ligas distritales de la ciudad, campeonatos juveniles escolares, al igual que los cotejos de Copa Perú, en donde los equipos representativos de la ciudad son partícipes en las diversas etapas, siempre y cuando hayan clasificado a estas instancias.

## Palmarés

### Títulos nacionales
| Competición nacional | Títulos | Subcampeonatos |
| -------------------- | ------- | -------------- |
| Copa Perú (1/0)      | 1983.   |                |

### Títulos regionales
| Competición regional                    | Títulos                       | Subcampeonatos |
| --------------------------------------- | ----------------------------- | -------------- |
| Liga Departamental de La Libertad (1/1) | 1982.                         | 1980.          |
| Liga Provincial de Pacasmayo (5/0)      | 1980, 1981, 1982, 1987, 1988. |                |
| Liga Distrital de Guadalupe (5/1)       | 1980, 1981, 1982, 1987, 1988. | 1977.          |